# ウタちゃん
ウタちゃんは宮城県本吉郡歌津町（現・南三陸町）の伊里前川に2002年9月19日から3日間いたワモンアザラシの子供。

## 概要
2002年9月19日、伊里前川の河岸で体長60～70cmで白い体毛をした子供のアザラシが昼寝しているのが発見された。ワモンアザラシがこの地域にやってくることは珍しく、同年8月に多摩川にあらわれ多数の見物人を集めたアゴヒゲアザラシのタマちゃんと同様に全国で話題となった。アザラシは町名から「ウタちゃん」と名づけられた。ウタちゃんは21日朝に海へ戻って行ったきり姿を消した。

## 観光効果
ウタちゃんが歌津に滞在したのはほんの3日間だけであったが経済効果を求める町は「ウタちゃんプロジェクトチーム」を発足した。商工会や観光協会も協力してアザラシに関するシンポジウム開催の計画、「歌津のウタちゃん」の商標登録、伊里前川にかかる汐見橋を「ウタちゃん橋」に改名するなどを行った。翌年、町観光協会の発表によるウタちゃんによる観光効果は年間観光客入れ込み数1万人増、町長によればテレビ中継や雑誌・新聞報道による宣伝効果は間接的だろうが、数千万円に及ぶという。

## 影響
- 人形メーカー 真多呂人形の作る2002年の世相を反映した「変わりびな」のうちの1対に「タマちゃんウタちゃんびな」が登場した。ウタちゃんの性別は不詳だが、名前の響きからウタちゃんが雌雛になっており、リボンが付いている。